# Rafael Orozco Maestre
Rafael José Orozco Maestre (* 24. března 1954 Becerril – 11. června 1992 Barranquilla) byl kolumbijský zpěvák a skladatel, člen skupiny Binomio de Oro. Je považován za jednoho z nejvýznamnějších zpěváků v Kolumbii. Narodil se ve městě Becerril v departementu Cesar, studoval na Escuela Nacional Loperena de Valleduparu. Mezi jeho úspěšné písně patřily „Solo Para Ti“, „La Creciente“, „Que será de mi“, „Muere una Flor“, „Momentos de amor“, „No se pedir perdón“ či „Cariñito de mi vida“.
V červnu roku 1992 byl před svým domem zavražděn.

## Diskografie – alba
- 1975 – Adelante
- 1975 – Con emoción
- 1977 – Binomio de oro
- 1977 – Por lo alto
- 1978 – Enamorado como siempre
- 1978 – Los Elegidos
- 1979 – Súper vallenato
- 1980 – Clase aparte
- 1980 – De caché
- 1981 – 5 años de oro
- 1982 – Festival vallenato
- 1982 – Fuera de serie
- 1983 – Mucha calidad
- 1984 – Somos vallenato
- 1985 – Superior
- 1986 – Binomio de oro
- 1987 – En concierto
- 1988 – Internacional
- 1989 – De Exportación
- 1990 – De fiesta con binomio de oro
- 1991 – De américa
- 1991 – Por siempre